# Romeinse villa Maastricht-Louwberg
De Romeinse villa Maastricht-Louwberg is een terrein met de archeologische resten van een Romeinse villa ten zuidwesten van de stad Maastricht in de Nederlandse provincie Limburg. De villa was waarschijnlijk van het type villa rustica en behoort tot de tientallen Romeinse villacomplexen die op de Zuid-Limburgse lössgronden (deels) zijn opgegraven.

## Ligging
De ligging van de Romeinse villa Maastricht-Louwberg is niet exact bekend, enerzijds omdat waarschijnlijk slechts delen van het complex zijn opgegraven, anderzijds omdat de locatieaanduidingen bij vroegere opgravingen niet eenduidig waren. De restanten van de villa bevinden zich in elk geval op de naar het zuiden gerichte helling van de Louwberg. Vanuit de villa keek men uit over het Jekerdal. Ten noorden van het villaterrein, op 1 à 2 km afstand, liep de Via Belgica, de belangrijke heirweg van Tongeren (Atuatuca Tungrorum) via Maastricht (Mosa Trajectum) naar Keulen (Colonia Claudia Ara Agrippinensium). Bij de locatiekeuze zullen naast de aanwezigheid van vruchtbare lössgronden, ook de ligging nabij een belangrijke doorgaande route, de nabijheid van stromend water, het fraaie uitzicht over het dal en mogelijk het voorkomen van makkelijk winbaar bouwmateriaal (kalksteen) een rol gespeeld hebben.
In het Maasdal ten zuiden van Maastricht zijn relatief weinig sporen van Romeinse villa's aangetroffen. Noordwestelijk van de Louwberg ligt het dorp Wolder, vroeger aangeduid als Wilre in den Vroenhof. De benaming Wilre of Viller zou zijn afgeleid van villa. Tegenover de Louwberg ligt de Sint-Pietersberg. Aan de Ursulinenweg in Sint Pieter werden in 1989 bij een proefopgraving terra sigillata en fragmenten van dakpannen aangetroffen, vondstmateriaal dat niet in situ lag, maar vermoedelijk afkomstig was van een gebouw, een villa wellicht, die hoger tegen de oostelijke helling van de Sint-Pietersberg of op de rand van het plateau gelegen was. Er werden ook munten gevonden met een datering 2e tot 4e eeuw na Chr. Aan de oostzijde van de Maasvallei lag onder andere het grote villacomplex Backerbosch in Cadier en Keer.

## Geschiedenis
Het onderzoek naar de villa('s) op de Louwberg begon in 1879 nadat de Limburgse priester en amateurarcheoloog (later rijksarchivaris) Jozef Habets, die destijds pastoor was in Wolder, resten van een Romeins villacomplex aantrof op een akker ten westen van de weg van Wolder naar kasteel Neercanne (de huidige Dalingsweg) en ten zuiden van de weg van Wolder naar Zussen (B) (de Susserweg). Ook werd de vindplaats aangeduid als "ten zuiden van de Apostelhoeve". Het betrof funderingsresten van houten gebouwen met vlechtwerk. Habets publiceerde over deze opgraving in 1881 en 1895 in het tijdschrift Publications van het Limburgs Geschied- en Oudheidkundig Genootschap.
In 1942 werden opnieuw resten van een Romeins huis aangetroffen ten oosten van de Apostelhoeve. 
In 1992-93 werden ten zuidoosten van de vijfsprong tussen Susserweg en Zeendaalweg door M. Duurland enkele oppervlaktevondsten gedaan van Romeins aardewerk, waaronder terra sigillatascherven, ruw- en gladwandig aardewerk, dolia en wrijfschalen. Bij de Susserweg tegenover Diependaal ten zuiden van de Apostelhoeve werden bij een veldverkenning diverse Romeinse aardewerkfragmenten en dakpanfragmenten aangetroffen.